# Bruno Hake

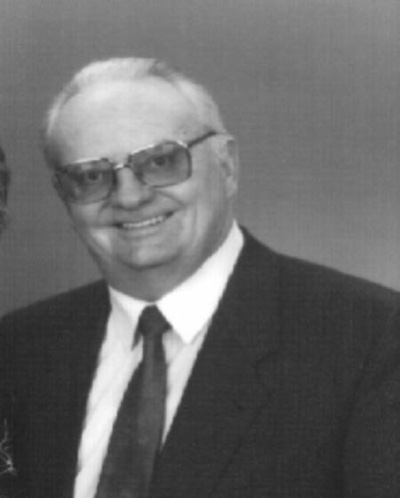
Bruno Hake

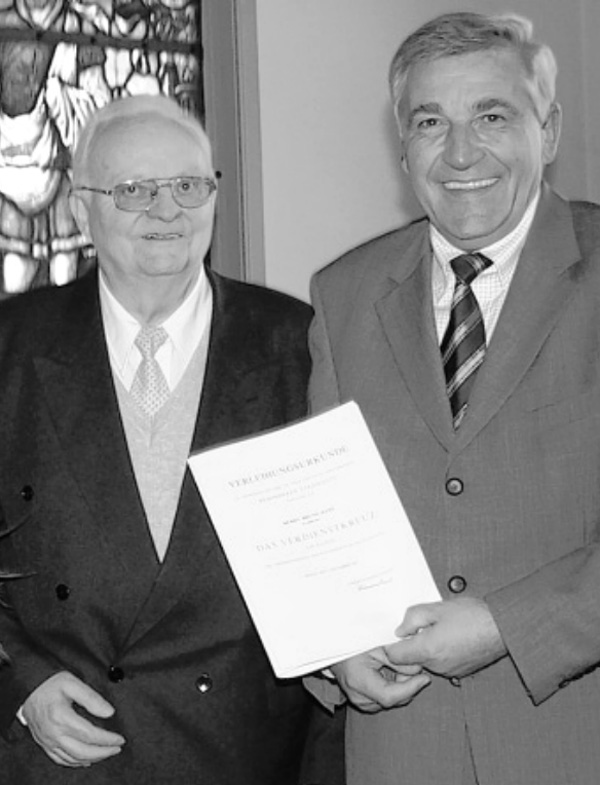
Bruno Hake (links) mit Hubertus Backhaus

Bruno Hake (* 20. Februar 1927 in Welda, Westfalen; † 12. August 2010 ebenda) war ein deutscher Verwaltungsangestellter, Aufsichtsratsvorsitzender, Autor, Heimatforscher, Historiker und Heimatpfleger.

## Leben
1942 wurde der gebürtige Weldaer Bruno Hake als 15-Jähriger zur Wehrmacht eingezogen. Die Nachkriegsjahre waren zunächst geprägt von der eigenen Familiengründung und dem Hausbau am Weldaer Hoppenberg.
Er war im Verwaltungsdienst tätig und engagierte sich bereits früh in vielen sozialen und gemeinschaftlichen Bereichen in Welda und weit darüber hinaus.
Hake war verheiratet, hatte drei Töchter und wohnte in Welda (Warburg) Westfalen. Er starb im Jahr 2010 im Alter von 83 Jahren und ist in Welda begraben.

## Wirken
In der Öffentlichkeit ist er als Historiker und Autor zahlreicher Schriften zur Regional- und Sozialgeschichte bekannt.
Bruno Hake war Mitbegründer des DRK Ortsvereins Welda. Viele Jahre wirkte er als Kreisbereitschaftsführer und wirkte beim Aufbau des Katastrophenschutzes und dem damaligen Luftschutzhilfsdienst mit.
Er war langjähriges Mitglied im Weldaer Ortsbeirat, im CDU-Ortsverband, Mitbegründer der Seniorenunion und Gründungsmitglied des Weldaer Kunst- und Kulturvereins. Zudem hat er zwölf Jahre lang den Kirchenvorstand der Katholischen St.-Kilian-Kirchengemeinde in Welda und langjährig den Dorfwettbewerb „Unser Dorf soll schöner werden“ erfolgreich unterstützt.
Von 1957 bis 1965 war Hake Aufsichtsratsvorsitzender der Spar- und Darlehenskasse Welda und von 1979 bis 1995 Aufsichtsratsvorsitzender der Spar- und Darlehnskasse Warburg - heute Vereinigte Volksbank (Brakel).
1984 übernahm Bruno Hake das Ehrenamt des Ortsheimatpflegers. Über zwei Jahrzehnte verschrieb er sich daraufhin der historischen Aufarbeitung der komplexen Weldaer und Warburger Geschichte. Bruno Hake widmete sich den Kirchen- und Schulchroniken und durchforstete die Stadt- und Staatsarchive von Warburg bis hin nach Paderborn, Münster, Marburg und weiter entfernten Orten. Er analysierte und dokumentierte sämtliche Informationen und Fundstellen und entwickelte sich nach Einschätzung der Webseite der Gemeinde Welda zum „Experten bei der Entzifferung und Transkription alter Schriften.“ Ferner transkribierte er die alten Schriften und mit Hilfe seines Computers, den er „zu dieser Zeit bereits hervorragend“ beherrscht haben soll, fügte er immer wieder neue Funde chronologisch in die stetig anwachsende und umfassende Weldaer Geschichte hinein. Die Webseite der Gemeinde Welda schätzt „seine beeindruckende Chronik über unzählige Generationen des örtlichen Lebens in seinem Dorf“ und konstatiert, dass „die heutige Identität von Welda und seiner bürgerlichen Gesellschaft“ durch Hakes Werk geprägt wurde.
Ab 1985 brachte Bruno Hake die Weldaer Heimatblätter heraus. In den Jahren 1988 und 1989 stellte der passionierte Historiker und Ahnenforscher zwei Bände der Ortssippenbücher von Welda fertig, die bei der Westfälischen Landesbibliothek Münster mittlerweile auch online eingesehen werden können. 1993 brachte er die Festschrift für das 400-jährige Jubiläumsschützenfest des Heimatschutzvereines Welda heraus. 1994 erschien sein Buch „Welda – ein Dorf zwischen Adel und Kirche“.
Auf Initiative Bruno Hakes wurden 1990 die Gedenksteine am ehemaligen Kriegsgefangenenlager von 1945 am Fuße des Hoppenberges sowie zur deutschen Wiedervereinigung in der Ortsmitte von Welda errichtet. Im Juli 1997 wurde das von Bruno Hake entworfene (nicht offizielle) Ortswappen von Welda, welches heute die örtlichen Schützenfahnen ziert, vorgestellt. In 2000 und 2001 stellte er die Weldaer Chronik bis 1899 und die Chronik des kompletten 20. Jahrhunderts fertig.
Für seine langjährige Arbeit, sein ehrenamtliches Engagement und seine besonderen Verdienste im öffentlichen Leben wurde er vom damaligen Landrat Hubertus Backhaus mit dem Bundesverdienstkreuz am Bande ausgezeichnet.

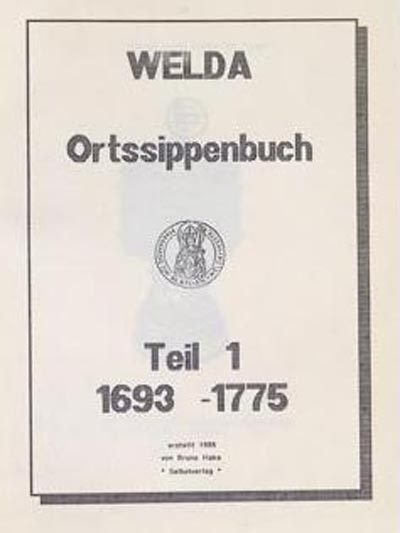
Ortssippenbuch Welda
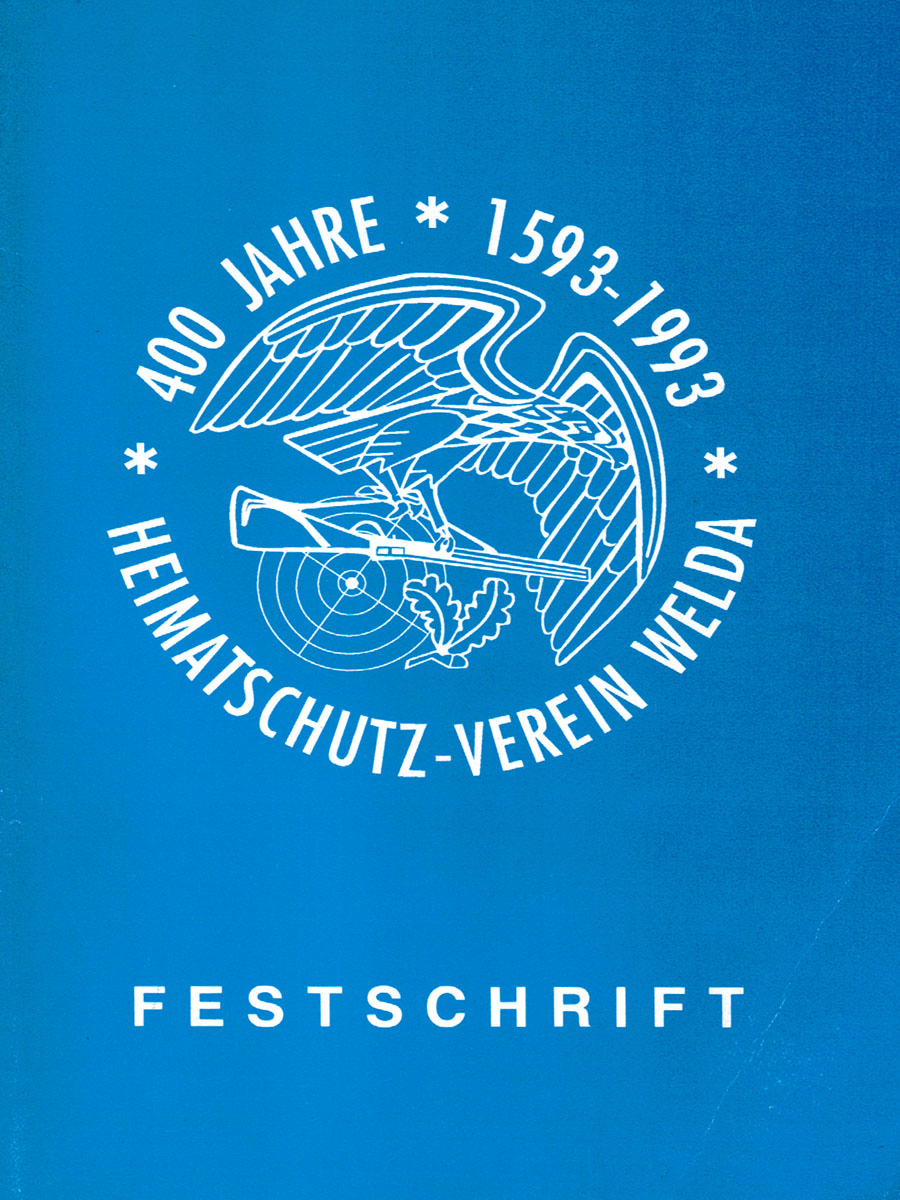
400 Jahre Heimatschutzverein Welda
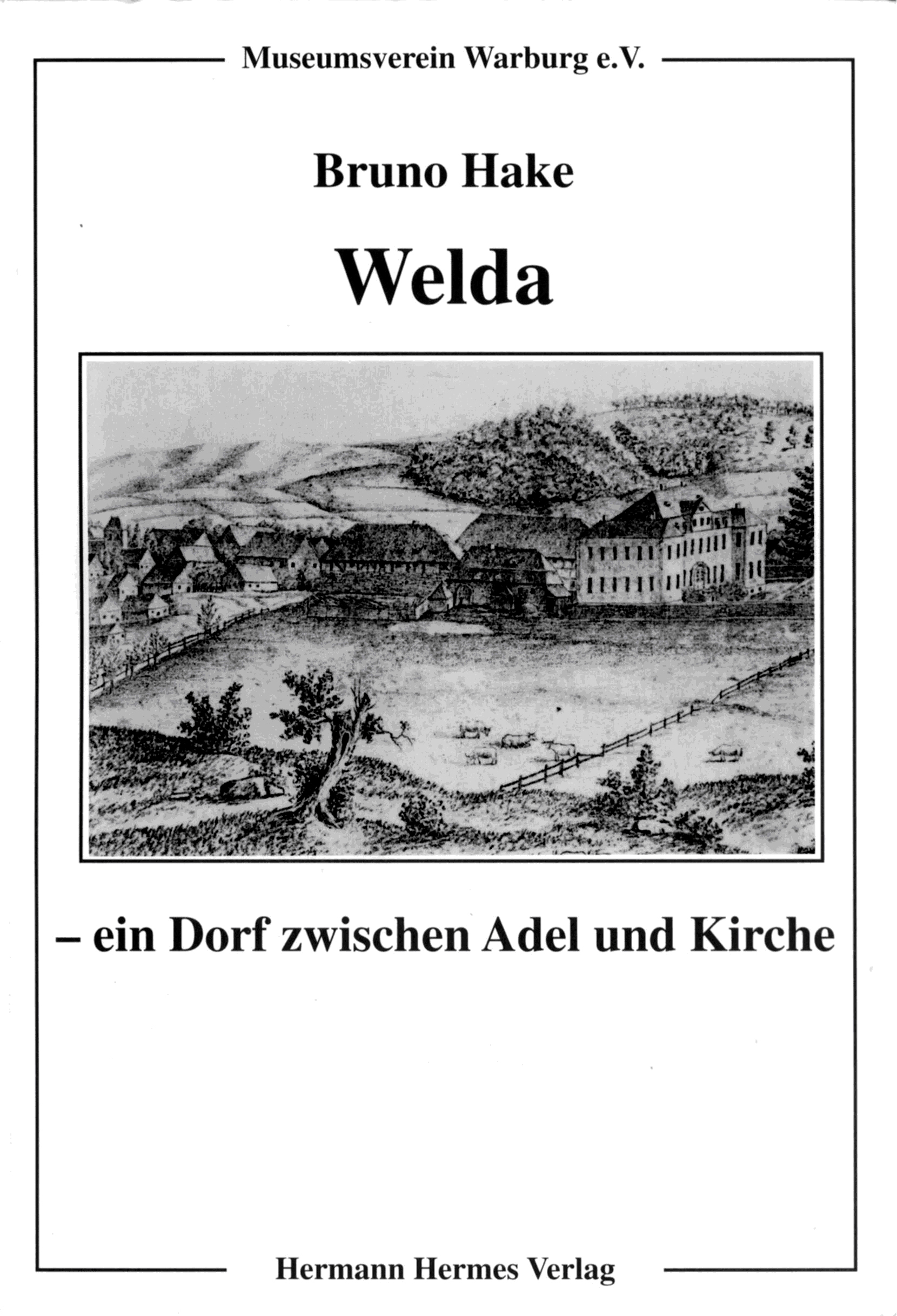
Welda - ein Dorf zwischen Adel und Kirche
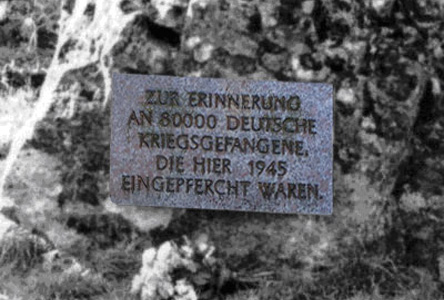
Welda - Gedenkstein des Kriegsgefangenenlagers
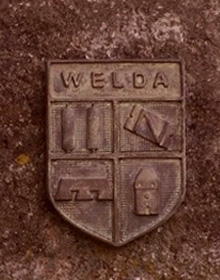
Das Wappen von Welda
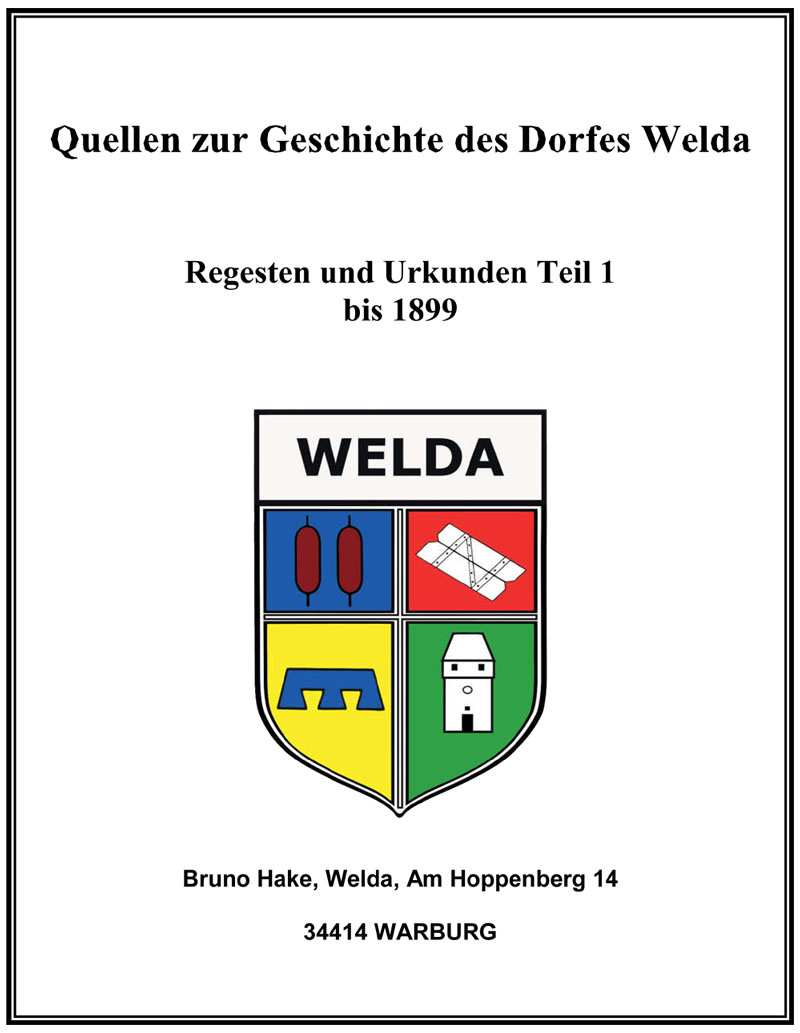
Quellen zur Geschichte des Dorfes Welda Teil I

## Auszeichnungen
- 1977 – Verleihung der Verdienstmedaille des DRK-Landesverbandes Westfalen–Lippe.
- 1983 – Verleihung der silbernen Ehrennadel des westfälischen Genossenschaftsverbandes.
- 1995 – Verleihung der goldene Ehrennadel des Deutschen Genossenschafts- und Raiffeisenverbandes.
- 2003 – Verleihung des Bundesverdienstkreuzes am Bande.

## Publikationen
- Welda – Ortssippenbuch Band I: 1693–1775. Selbstverlag, Warburg-Welda 1988, Digitalisat ULB Münster
- Welda – Ortssippenbuch Band II: 1776–1875. Selbstverlag, Warburg-Welda 1989, Digitalisat ULB Münster
- Welda – ein Dorf zwischen Adel und Kirche. Hermes Verlag, Warburg 1994, ISBN 392203229X (= Warburger Schriften Band 13) NWBib
- Quellen zur Geschichte des Dorfes Welda Teil 1: bis 1899. Warburg-Welda 2000, Digitalisat Welda
- Quellen zur Geschichte des Dorfes Welda Teil 2: ab 1900. Warburg-Welda 2001, Digitalisat Welda

- Heiligenhäuser, Bildstöcke und Ehrenmale in Welda. In: Weldaer Heimatblätter. Band 2, 1986, S. 2–23, NWBib
- Welda. In: Franz Mürmann (Hrsg.): Die Stadt Warburg 1036–1986. Beiträge zur Geschichte einer Stadt. Band 2. Hermes, Warburg 1986, ISBN 3-922032-07-9, S. 470–475, NWBib
- Welda und seine Gebäude. In: Weldaer Heimatblätter. Band 4, 1988, S. 1–28 NWBib
- Der Weldaer Gemeindehaushalt im Jahre 1684. In: Weldaer Heimatblätter. Band 5, 1989, S. 1–18, NWBib
- Der Wormeler Klosterkrieg (sic!) und seine Folgen für die Nachbargemeinden 1797 | Ortsvorsteher Josef Floren u. Ferdinand Floren aus Wormeln, Johannes Wüllrich aus Welda erschossen! In: Weldaer Heimatblätter. Band 6, 1990, S. 1–18, NWBib
- Das Weldaer Bürgerbuch. In: Weldaer Heimatblätter. Band 7, 1991, S. 1–19 NWBib
- Die Pfarrkirche „St. [Sankt] Kilian“ in Welda. In: Weldaer Heimatblätter. Band 8, 1992, S. 1–19, NWBib
- Heiligenhäuschen und Bildstöcke in Welda. In: Jahrbuch Kreis Höxter 1993. 1992, S. 153–163, NWBib
- Die Grundherrschaft in Welda. In: Weldaer Heimatblätter. Band 9, 1993, S. 1–17, NWBib
- 400 Jahre Heimatschutzverein Welda | 1593 – 1993. Festschrift Jubiläumsschützenfest vom 16. – 19. Juli 1993. Heimatschutzverein (Welda), 1993 NWBib
- Schloss Welda und die Orangerie. In: Die Warte. Band 88 = Jg. 56, 1995, S. 11–13, NWBib
- Flurbezeichnungen in der Weldaer Gemarkung. In: Weldaer Heimatblätter. Band 12, 1996, S. 13–16, 20, NWBib
- Aus der Dorfchronik 1995. In: Weldaer Heimatblätter. Band 12, 1996, S. 17–19, NWBib